# زمین‌لرزه‌های ۲۰۱۰ میندانائو
زمین‌لرزه‌های میندانائو  در تاریخ ۲۳ ژوئیه ۲۰۱۰ میلادی، برابر با ‎۱ مرداد ۱۳۸۹، ساعت ۲۲:۵۱:۱۱ به زمان یوتی‌سی در فیلیپین ، منطقه خلیج مورو رخ داد.ژرفای این زلزله ۵۷۶٫۱ کیلومتر بود. بزرگی آن ۷٫۶ در مقیاس Mw بدست آمده‌است.
پروژهٔ جهانی تنسور گشتاور مرکزوار پارامتر زمان مرکزوار زمین‌لرزه را با اختلاف ۹٫۱ ثانیه نسبت به زمان رخداد اشاره شده در بالا و مختصات مرکزوار را در ۶°۳۲′شمالی ۱۲۳°۳۵′شرقی / ۶٫۵۴°شمالی ۱۲۳٫۵۹°شرقی محاسبه کرد و همچنین، ژرفا در ۵۹۶٫۸ کیلومتر بدست آمده‌است. در این محاسبات زاویه‌های (راستا، شیب، ریک) گسل سازندهٔ زمین‌لرزه و صفحه عمود بر آن برابر با (°۲۶۳، °۱۹، ° -۳۱) یا (° ۲۲، °۸۰، °-۱۰۶) حاصل شده‌است.